# Masitaoka FC
Der Masitaoka Football Club ist ein botswanischer Fußballverein aus der Stadt Gaborone. Aktuell spielt der Verein in der höchsten Liga des Landes, der Botswana Premier League.

## Geschichte
Der Verein wurde 1962 in Molepolole gegründet. 1968 wurde der Verein offiziell beim botswanischen Fußballverband registriert. Mittlerweile ist der Verein nach Gaborone umgezogen. Seine Heimspiele trägt er weiterhin im Molepolole Stadium in Molepolole aus.

## Stadion
Seine Heimspiele trägt der Verein im  Molepolole Stadium in Molepolole aus. Das Stadion hat ein Fassungsvermögen von 6600 Personen.